# 上越文化会館
上越文化会館（じょうえつぶんかかいかん）は、新潟県上越市にあるホール施設。株式会社NKSコーポレーションが指定管理者として管理運営を行っている。

## 概要
1978年5月20日に開館した。
大ホールは1階から3階までのワンスロープの1,504席（うちオーケストラピット92席、車椅子席6席、視覚障害者席3席、聴覚障害者席3席）、舞台は間口120m、高さ8m、奥行14.5m。
中ホールは移動席170席、奥行14m、幅11.8m、高さ3.3m。
この他、大・中・小の会議室および和室、市民サロンも備えられている。駐車場は350台分。

## 交通アクセス
- えちごトキめき鉄道妙高はねうまライン 春日山駅より徒歩約4分